# Ministerium für Forschung und Hochschulwesen Luxemburg

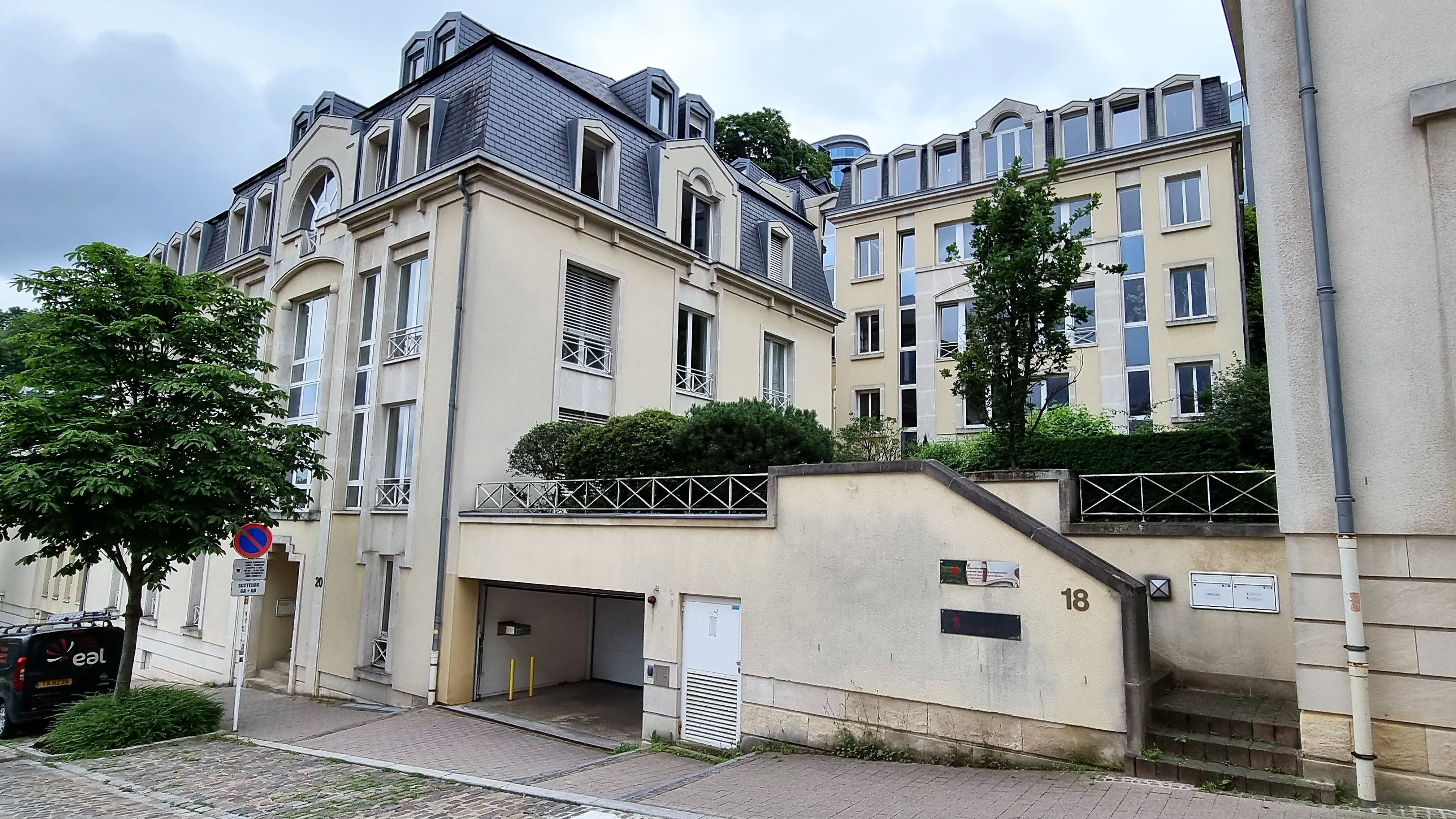
Hauptsitz des Ministeriums

Das Ministerium für Forschung und Hochschulwesen Luxemburg (kurz MESR;  Ministère de la Recherche et de l'Enseignement supérieur) ist zuständig für
- die Organisation der Hochschullandschaft in Luxemburg.
- Vergabe staatlicher Fördermittel
- Vergab internationaler Stipendien.

Darüber hinaus ist es für die Anerkennung ausländischer Hochschulabschlüsse und -abschlüsse sowie für die nationale Politik zuständig.

## Kompetenzen des Ministeriums
Die Services und Verwaltungsstruktur des Ministeriums sind durch großherzoglichen Beschluss vom 28. Mai 2019 festgelegt.
Das MESR übt die Aufsicht über folgende Institutionen aus:
- Luxembourg Institute of Science and Technology (LIST);
- Luxembourg Institute of Health (LIH);
- Luxembourg Institute of Socio-Economic Research (LISER);
- Fonds National de la Recherche (FNR).

Das MESR subventioniert die Stiftung des Max Planck Institut Luxemburg, ist Mitglied der wirtschaftlichen Interessenvereinigung Luxinnovation, und ist an RESTENA beteiligt.
Außerdem setzt das MESR die europäische und internationale Hochschul- und Forschungspolitik auf nationaler Ebene um.

## Liste der Minister
Seit der Schaffung des Ministeriums im Jahr 1999:
| Minister                | Zeitraum   | Zeitraum   | Partei |
| ----------------------- | ---------- | ---------- | ------ |
| Erna Hennicot-Schoepges | 07/08/1999 | 31/07/2004 | CSV    |
| François Biltgen        | 31/07/2004 | 30/04/2013 | CSV    |
| Martine Hansen          | 30/04/2013 | 04/12/2013 | CSV    |
| Claude Meisch           | 04/12/2013 | 17/11/2023 | DP     |
| Stéphanie Obertin       | 17/11/2023 | bis heute  | DP     |